# Anna Boharewicz-Richter

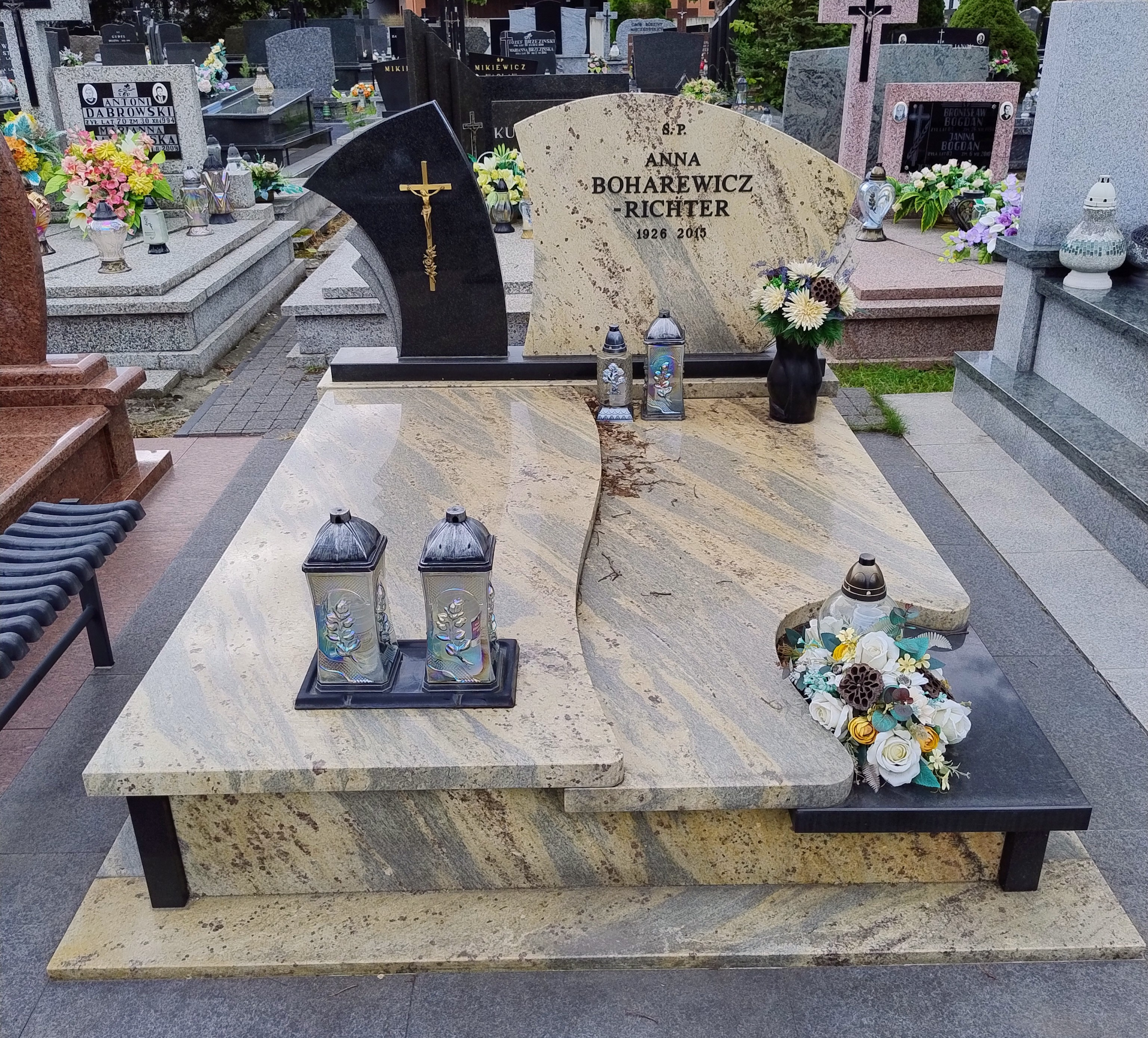
Grób Anny Boharewicz-Richter (2025)

Anna Jadwiga Boharewicz-Richter (ur. 2 grudnia 1926 w Pogirach, zm. 18 sierpnia 2015 w Ełku) – polska nauczycielka, publicystka, pisarka, menedżerka związana z Ełkiem, w 2004 otrzymała tytuł Ełczanin Roku.

## Życiorys
Urodziła w Ongirach na Litwie Kowieńskiej, gdzie spędziła dzieciństwo. W listopadzie 1945 przybyła wraz z rodziną do Ełku, gdzie osiadła na stałe. W 1947 ukończyła tamtejsze Liceum Ogólnokształcące, a następnie Wyższą Szkołę Ekonomiczną we Wrocławiu (1948–1952).
W latach 1946–1948 pracowała jako nauczycielka, najpierw we wsi Krzywe, a następnie w Szkole Powszechnej nr 1 w Ełku. Po ukończeniu studiów w 1952 podjęła pracę jako kierowniczka działu inwestycyjnego w Okręgowym Zarządzie Państwowych Gospodarstw Rolnych w Ełku. W styczniu 1965 zatrudniona została w Okręgowej Dyrekcji Inwestycji Miejskich na stanowisku kierowniczki działu planowania. Przez jakiś czas pracowała również w Zakładach Produkcji Elementów Prefabrykowanych „Ełk" na stanowisku kierowniczki działu planowania i organizacji oraz w Ełckim Przedsiębiorstwie Budowlanym. Po przejściu na emeryturę oddała się pisaniu oraz gromadzeniu wspomnień o Ełku i jego mieszkańcach.
Wielokrotnie wyróżniana, m.in. III nagrodą Instytutu Zachodniego w Poznaniu za Pamiętnik Mieszkańca Ziem Zachodnich (1971), tytułem Ełczanina Roku (2004), Nagrodą w Konkursie Pamiętnikarskim „60 lat na Mazurach” (2006). Po śmierci ku jej pamięci nazwano jedno z ełckich drzew-pomników przyrody.

## Publikacje
Debiutowała w 1971. Publikowała głównie w lokalnej prasie, m.in. w „Magazynie Wileńskim” w Wilnie, „Martyrii”, „Ełk i My”, „Suvalkietis” w Suwałkach. Z książek jej autorstwa ukazały się:
- Korzenie, Suwałki: Wydawnictwo ZF, 1999, ISBN 83-86160-61-6
- Zatoka wichrów, Łomża: Oficyna Wydawnicza "Stopka", 2006
- Szczęśliwy brzeg, Łomża: Oficyna Wydawnicza "Stopka", 2010

## Odznaczenia
- Srebrny Krzyż Zasługi
- Krzyż Kawalerski Orderu Odrodzenia Polski
- Medal 40-lecia Polski Ludowej
- Odznaka za Zasługi dla Województwa Suwalskiego
- Odznaka honorowa „Zasłużony dla Budownictwa i Przemysłu Materiałów Budowlanych”